# Klytoneos
Klytoneos (altgriechisch Κλυτόνηος Klytónēos) ist eine Person der griechischen Mythologie.
Klytoneos ist ein Sohn des Phaiakenkönigs Alkinoos, der in der Odyssee des Homer auftritt. Er nimmt mit seinen Brüdern Laodamas und Halios sowie weiteren Phaiaken an einem Agon zu Ehren des Odysseus teil und gewinnt dort im Wettlauf.